# Norwegische Mathematische Gesellschaft
Die Norwegische Mathematische Gesellschaft (Norsk Matematisk Forening, NMF) wurde 1918 auf Initiative des Professors für Versicherungsmathematik Arnfinn Palmstrøm (1867–1922) gegründet, der auch ihr erster Sekretär war und die Finanzierung durch heimische  Versicherungsunternehmen sicherstellen konnte. Neben Versicherungsmathematikern und Hochschullehrern waren vor allem Lehrer, Studenten und Geodäten unter ihren Mitgliedern. Zu den Gründungsmitgliedern zählten auch die Professoren Carl Størmer (ihr erster Präsident), Richard Birkeland (1879–1928) und der Däne Poul Heegaard (Präsident von 1928 bis 1935 und Professor in Oslo). Ihr Hauptquartier ist seit 2003 in Trondheim.
Trotz einer beachtlichen mathematischen Tradition, mit Mathematikern wie Niels Henrik Abel, Sophus Lie, Ludwig Sylow, war das mathematische Publikum in Norwegen vorher im 19. Jahrhundert zu klein für die Gründung einer eigenen Gesellschaft. Nicht zuletzt durch die Bemühungen der Gesellschaft änderte sich das Umfeld und im 20. Jahrhundert gingen aus Norwegen so bekannte Mathematiker wie Viggo Brun (Präsident der NMF von 1951 bis 1953), Trygve Nagell, Atle Selberg, Øystein Ore, Thoralf Skolem, Ernst Sejersted Selmer, Axel Thue hervor.
Ab 1919 hatte die Gesellschaft eine eigene mathematische Zeitschrift, die Norsk Matematisk Tidskrift, die von Heegaard herausgegeben wurde. Sie ging 1952 mit anderen Zeitschriften in den beiden gesamt-skandinavischen Zeitschriften Nordisk Matematisk Tidskrift und Mathematica Scandinavica auf. Neben der Zeitschriftenreihe gab es eine Publikationsreihe Norsk Matematisk Forenings Skrifter für Monographien, die aber nur bis in die 1930er Jahre bestand. Die Gesellschaft gab auch die gesammelten Werke von Sophus Lie ab 1920 heraus, in sieben Bänden bis 1960, wobei Friedrich Engel und Heegaard die anfänglichen Herausgeber waren.
Die Gesellschaft ist an verschiedenen Wettbewerben für Schüler beteiligt, bekannt ist der Abel Wettbewerb, gesponsert durch das Telekom-Unternehmen Telenor. Die Gewinner nehmen an der Internationalen Mathematikolympiade teil. Seit den 1960er Jahren organisieren sie ein Seminar im Januar unter dem Motto Ski und Mathematik. Sie haben ein online zugängliches Mitteilungsblatt INFOMAT. Im Rahmen des 2002 zum 200. Geburtstag von Abel gestifteten Abel-Preises, der als eine Art Nobelpreis der Mathematik gilt, organisiert die NMF regelmäßig ein Symposium. Zum Abel-Gedenkjahr 2002 fand auch eine große Konferenz in Oslo statt.